# بهاور (حومة أبهر)
بهاور (بالفارسية: بهاور) هي قرية تقع في إيران في منطقة مركزية ريفية. يقدر عدد سكانها بـ 63 نسمة .